# Michael Morris

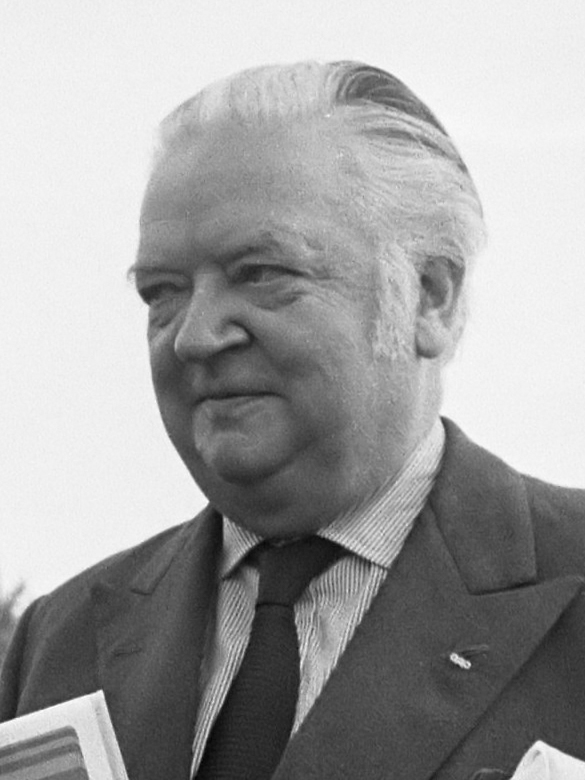
Michael Morris, 3rd Baron Killanin (1976)

Michael Morris, 3rd Baron Killanin (Londen, 30 juli 1914 - Dublin, 25 april 1999) was een Iers journalist en sportbestuurder, die de zesde voorzitter werd van het IOC (1972 - 1980).
Hij werd geboren als lid van een van de veertien families die samen de Tribes of Galway vormen. Hij ging naar Eton College en later naar het Magdalene College van Cambridge. Eind jaren dertig werd hij journalist. Tijdens de Tweede Wereldoorlog diende hij als vrijwilliger.
In 1950 werd hij voorzitter van het Iers Olympisch Comité, vanaf 1952 zat hij voor Ierland in het IOC. In 1968 werd hij vicevoorzitter en in 1972 werd Killanin gekozen tot voorzitter van het IOC. De verkiezing werd overschaduwd door het bloedbad op de Olympische Spelen van München.
Juist tijdens zijn voorzitterschap had de Olympische beweging het ongekend moeilijk. Na "München 1972" volgden de enorme financiële en organisatorische problemen van Montreal 1976 en de westerse boycot van Moskou 1980. Tot overmaat van ramp (in IOC-zin) werd in 1978 Los Angeles 'gekozen' als Olympische stad voor 1984, waarbij er geen concurrent was, zodat de stad eisen kon stellen aan het IOC - in plaats van andersom. Na de Spelen van 1980 trok hij zich terug en werd opgevolgd door de Spaanse ambassadeur in Moskou, Juan Antonio Samaranch.
Lord Killanin was ook directeur van een aantal bedrijven en was een bekende in de filmindustrie, onder meer als vriend van regisseur John Ford.
Demetrius Vikelas (Griekenland, 1894-1896) · Pierre de Coubertin (Frankrijk, 1896-1925) · Godefroy de Blonay (Zwitserland, 1916-1919) · Henri de Baillet Latour (België, 1925-1942) · Sigfrid Edström (Zweden, 1942-1952) · Avery Brundage (Verenigde Staten, 1952-1972) · Lord Killanin (Ierland, 1972-1980) · Juan Antonio Samaranch (Spanje, 1980-2001) · Jacques Rogge (België, 2001-2013) · Thomas Bach (Duitsland, 2013-heden)
- Biblioteca Nacional de España: XX5332751
- Bibliothèque nationale de France: cb12616269n (data)
- CiNii: DA00243884
- Gemeinsame Normdatei: 120864282
- International Standard Name Identifier: 0000 0001 1897 9139
- Library of Congress Control Number: n79129118
- Bibliotheek van het Japanse parlement: 00445658
- Nationale Bibliotheek van Tsjechië: jo20010081706
- Nationale bibliotheek van Australië: 35270433
- Nationale Bibliotheek van Israël: 987007444088805171
- Nationale en Universitaire bibliotheek Zagreb: 000061594
- Nederlandse Thesaurus van Auteursnamen: 071123199
- Réseau des bibliothèques de Suisse occidentale: 02-A003453704
- SNAC: w6sc1x43
- Système universitaire de documentation: 082117772
- Trove: 891127
- Virtual International Authority File: 46880569